# アブドッラー・アル＝アフラク
アブドッラー・アル＝アフラク（アラビア語: عبد الله الأحرق、Abdullah Al AhrakまたはAl Ahraq、1997年5月10日-、）は、カタールのプロサッカー選手。アル・ドゥハイルSC所属、ポジションはMF。サッカーカタール代表。

## 来歴

### 代表
U-20代表では2015 FIFA U-20ワールドカップなど、U-23代表ではAFC U-23選手権2016、同2018などに出場。
フル代表では、ガルフカップ2017、コパ・アメリカ2019などに出場している
。